# Buffer TBE
Il buffer TBE è una soluzione tampone usata nella preparazione di gel elettroforetici di agarosio per la separazione di frammenti di DNA risultanti dall'amplificazione di PCR, da protocolli di purificazione e da esperimenti di clonaggio.
È composto da una soluzione di Tris-borato-EDTA, e l'EDTA sequestra i cationi bivalenti. Il buffer TBE è particolarmente utile nella separazione di piccoli frammenti di DNA (peso molecolare < 1000), ad esempio piccoli prodotti risultanti dalla digestione con enzimi di restrizione.
Il TBE ha una migliore capacità tamponante e fornisce una più accurata risoluzione del buffer TAE.
Il TBE è generalmente più costoso del TAE e inibisce la DNA ligasi che può causare problemi nel caso si volesse procedere con la purificazione o la ligazione del DNA.

## Preparazione
Per preparare 1 litro di TBE ICI 10X (impiegato nei gel di agarosio) si usano:
- 162 g Tris base (tris(idrossimetil)amminometano)
- 46,3 g acido borico
- 9,5 g EDTA sale disodico
- H2O a volume finale di 1000 ml

Il pH dello stock deve essere 8,8.
Per preparare 1 litro di TBE 10X (impiegato nei gel di acrilamide) si usano:
- 107,81 g Tris base (tris(idrossimetil)amminometano)
- 55,04 g acido borico
- 3,72 g EDTA sale disodico
- H2O a volume finale di 1000 ml

Il pH dello stock deve essere 8,3.
Il sale disodico dell'EDTA non si solubilizza fino a che la soluzione non abbia raggiunto un pH di circa 8,0 tramite l'aggiunta di NaOH.